# Thomas Auto Truck Company
Thomas Auto Truck Company war ein Hersteller von Nutzfahrzeugen aus den USA.

## Unternehmensgeschichte
Charles K. Thomas, der vorher für die Federal Motor Truck Company tätig war, gründete 1916 das Unternehmen in New York City. The Sun berichtete am 15. April 1916 darüber. Im gleichen Jahr begann die Produktion von Lastkraftwagen. Der Markenname lautete Thomas. 1917 endete die Produktion.
The Morning Tulsa Daily World berichtete am 2. Dezember 1917 über den Bankrott.
Es gibt Hinweise darauf, dass das Unternehmen kurz vor der Auflösung die Firmierung Consolidated Motors Corporation annahm.

## Fahrzeuge
Im ersten Jahr stand nur ein Modell im Sortiment. Es hatte zwei Tonnen Nutzlast. Ein Vierzylindermotor von Buda trieb die Fahrzeuge an. Weitere Details sind ein Dreiganggetriebe von Covert Gear-Brown-Lipe, eine Timken Dual Beam Hinterachse und Schneckenantrieb (worm drive) oberhalb des Differentials.
1917 kamen das Model 40 mit 2,5 Tonnen Nutzlast und das Model 60 mit 3,5 Tonnen Nutzlast dazu.